# Eric Laneuville

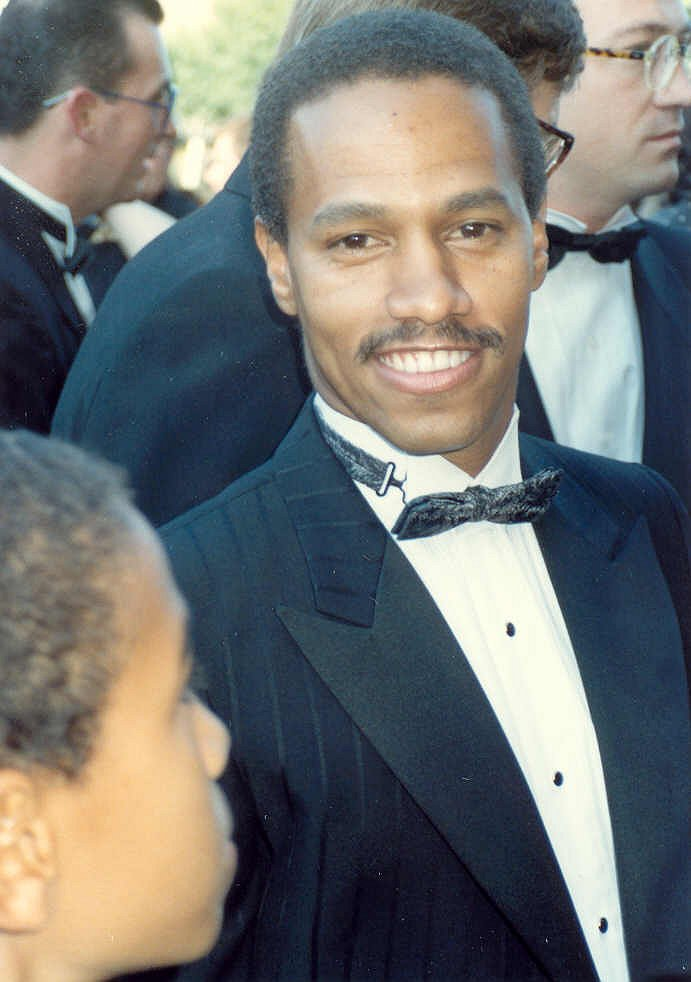
Eric Laneuville

Eric Gerard Laneuville (* 14. Juli 1952 in New Orleans, Louisiana) ist ein US-amerikanischer Regisseur und Schauspieler.

## Leben
Laneuville begann seine Karriere im Filmgeschäft als Schauspieler Ende der 1960er Jahre. Zunächst übernahm eine Gastrollen in verschiedenen Fernsehserien, gefolgt von einer tragenden Rolle in dem 1971 produzierten Science-Fiction-Film Der Omega-Mann. Im direkten Anschluss war er erneut an unterschiedlichen Serien beteiligt, in den Jahren 1970 bis 1973 übernahm er eine wiederkehrende Rolle in Room 222. Laneuville war weiterhin vornehmlich in Fernsehproduktion zu sehen, eine erneute Rolle in einer Serie übernahm er ab 1982 bis 1988 Chefarzt Dr. Westphall.
Ab Mitte der 1980er Jahre begann Laneuville auch als Regisseur zu sein. Neben einigen Fernsehfilmen, die vielfach biographische Verfilmungen darstellen, ist er vornehmlich an den verschiedensten Fernsehserien unterschiedlicher Genres beteiligt, darunter Lost, The Mentalist, Ghost Whisperer – Stimmen aus dem Jenseits, CSI: NY, The Glades und Chicago Fire. Sein Schaffen als Regisseur umfasst mehr als 95 Produktionen.
1992 erhielt er für seine Regie einer Episode der Serie I'll Fly Away den Emmy. Zudem gewann er auch je einen DGA Award 1990 und 1992.

## Filmografie (Auswahl)

### Als Schauspieler
- 1970–1971: Room 222 (Fernsehserie)
- 1971: Der Omega-Mann (The Omega Man)
- 1974: Freie Fahrt ins Jenseits (Black Belt Jones)
- 1979: Der Bulldozer (A Force of One)
- 1980: Der Abstauber (The Baltimore Bullet)
- 1982–1988: Chefarzt Dr. Westphall (St. Elsewhere, Fernsehserie)

### Als Regisseur
- 1986: Outside Man (The George McKenna Story)
- 1988: Der heimliche Zeuge (The Secret Witness)
- 1992: Aufruhr in Little Rock – Die Ernest Green Story (The Ernest Green Story)
- 1993: Alex III – Der Schnüffler mit der goldenen Nase (Staying Afloat)
- 1993: M.A.N.T.I.S.
- 1996: Ein hoher Preis (A Case for Life)
- 1997: Durchgebrannt – Hilfeschrei aus L.A. (Born into Exile)
- 2000: Wenn Mutterliebe zur Hölle wird (Trapped in a Purple Haze)
- 2003: Atomalarm in San Francisco (Critical Assembly)
- 2003: Americas Sohn: Die John F. Kennedy jr. Story (Americas Prince: Die John F. Kennedy jr. Story)
- 2005: Monk (Fernsehserie, 1 Episode)
- 2005–2008: Lost (Fernsehserie, 5 Folgen)
- 2005–2010: Ghost Whisperer – Stimmen aus dem Jenseits (Fernsehserie, 10 Folgen)
- 2006: Prison Break (Fernsehserie, 1 Folge)
- 2009–2013: CSI: NY (Fernsehserie, 6 Folgen)
- 2009–2014: The Mentalist (Fernsehserie, 10 Folgen)
- 2009–2015: The Game (Fernsehserie, 10 Folgen)
- 2010: Die Liste (The Client List, Fernsehfilm)
- 2011–2013: Body of Proof (Fernsehserie, 3 Folgen)
- 2011–2013: The Glades (Fernsehserie, 4 Folgen)
- 2012–2016: Grimm (Fernsehserie, 7 Folgen)
- 2013–2018, 2021: Blue Bloods – Crime Scene New York (Fernsehserie, 10 Folgen)
- 2017–2021: Chicago Fire (Fernsehserie, 10 Folgen)
- seit 2021: The Equalizer (Fernsehserie)